# Helictochloa versicolor
Helictochloa versicolor — вид рослин родини тонконогові (Poaceae), поширений у Європі й Західній Азії.

## Опис
Багаторічник. Стебла 15–40 см завдовжки. Листові піхви на більшій частині своєї довжини трубчасті. Язичок 3–5 мм завдовжки, гострий. Листові пластинки 5–20 см завдовжки й 2–4.5 мм ушир, сизі, гладкі. Суцвіття — відкрита й лінійна чи довгаста волоть, 3–8 см завдовжки. Колосочки складаються з 4–6 плідних квіточок, довгасті, стиснуті збоку, 10–12 мм завдовжки. Колоскові луски схожі, блискучі, еліптичні, 1-кілеві, 3-жилкові, з гострою верхівкою; нижня — 6–8 мм завдовжки, верхня — 9–12 мм завдовжки. Родюча лема зворотно-яйцювата, 8–11 мм завдовжки, без кіля, 5–7-жилкова, вершина зубчаста, остиста. Верхівкові безплідні квіточки, схожі на плодючі, але недорозвинені. Зернівка волосиста на верхівці.

## Поширення
Поширений у Європі й Західній Азії (Австрія, Болгарія, Чехія, Словаччина, Франція, Німеччина, Італія, Північний Кавказ, Польща, Румунія, Іспанія, Швейцарія, Південний Кавказ, Туреччина, Україна, колишня Югославія).
В Україні росте на високогірних луках у субальпійському та альпійському поясах на висоті 1200–1900 м — у Карпатах, переважно у сх. ч., часто.